# Bairro Alto
Bairro Alto (Górna Dzielnica) – centralna dzielnica miasta Lizbony, stolicy Portugalii. W przeciwieństwie do wielu parafii cywilnych w Lizbonie, obszar ten należy tłumaczyć jako luźne stowarzyszenie dzielnic, bez formalnej lokalnej władzy politycznej, ale o dużym znaczeniu społecznym i historycznym dla społeczności miejskiej w Lizbonie.
Bairro lub „obszar” wyniknął w XVI wieku w związku z ekspansją miast, rozbudowujących się poza murami średniowiecznych fortyfikacji i charakteryzuje się niemal prostopadłym traktami (rozwijającej się przez dwie fazy urbanizacji).